# Zanjan
Zanjan (en persa i àzeri زنجان) és una ciutat i municipi de l'Iran, capital del comtat de Zanjan i de la província de Zanjan al nord-oest de l'estat a 298 km de Teheran i 125 km de la mar Càspia. Es troba a la riba dreta del Safid Rud a l'autopista Teheran-Qazvín-Tabriz. La població és àzeri i parla àzeri. Al cens del 2006 la població era de 341.801 habitants.
La ciutat és famosa per la seva artesania, especialment ganivets, sandàlies (charug) i altres destacant els treballs en plata. Les estores encara es fabriquen manualment en alguns pobles de la rodalia.

## Història
Hamdullah Mustawfi, historiador i viatger persa, diu que Zanjan fou fundada per Artaxerxes I, el primer rei sassànida, amb el nom de "Shahin". Fou conquerida als sassànides pels àrabs dirigits per al-Barra ibn Azin el 645, després d'Abhar i de Qazvín. S'esmenta sota els musulmans com a part de la província del Jibal, associada generalment a Abhar a uns 80 km al sud a la frontera de l'Azerbaidjan amb Daylam i Rayy. A l'inici del segle ix al-Baladhuri diu que els habitants, cansats dels atacs dels bandits i de les operacions dels governadors locals es van posar sota protecció del governador de Rayy (Pèrsia del nord), que era al-Kasim, el fill d'Harun ar-Raixid; així Zanjan fou part dels dominis privats del califat; però al segle X va caure en mans de les dinasties daylamites com els musafírides. Fou després buwàyhida, seljúcida i dels atabegs de l'Azerbaidjan; vers 1224 fou governada per Djalal al-Din Manguberti, xa de Coràsmia però fou devastada pocs anys després pels mongols que van demolir els murs; els mongols apreciaven les terres de pastures entre Zanjan i Tabriz, a les que van donar el nom de districte d'Uryad (que va originar el dels mongols oirats, després calmucs). No gaire lluny de Zanjan, cap al sud, hi havia la capital il-kànida Sultaniyya. Arghun Khan fou enterrat a Sudjas, prop de Zanjan. En aquest temps (segles XIII-XIV) els habitants eren perses i parlaven pahlavi. va ser després domini timúrida, dels kara koyunlu i dels ak koyunlu fins a caure en mans dels safàvides vers el 1500.
Al segle xvi i XVII les disputes entre safàvides i otomans van afectar Zanjan, però no va ser teatre de cap fet especial. Al segle xix fou el centre de la religió dels babis; de la ciutat era natural Mulla Muhammad Ali Hudjdjat al-islam Zanjani, un dels seus principals adeptes; el 1850 els babis es van revoltar a la ciutat, i la rebel·lió va durar uns mesos, ja que les forces del govern no podien combatre als revoltats amb eficàcia. Sembla que la resistència local va afavorir la decisió d'executar al Bab (juliol del 1850). La revolta fou reprimida finalment però la ciutat encara va donar altres notables babis i després baha'is.
Integrada en la província de Gilan va formar el sharistan de Zanjan, però després va formar una província independent. El 1930 es va obrir a Zanjan una estació ferroviària entre Teheran i Tabriz. El 1950 la població s'estimava en 48.000 habitants. El 1996 la població era de 286.295 habitants.

## Galeria de fotos

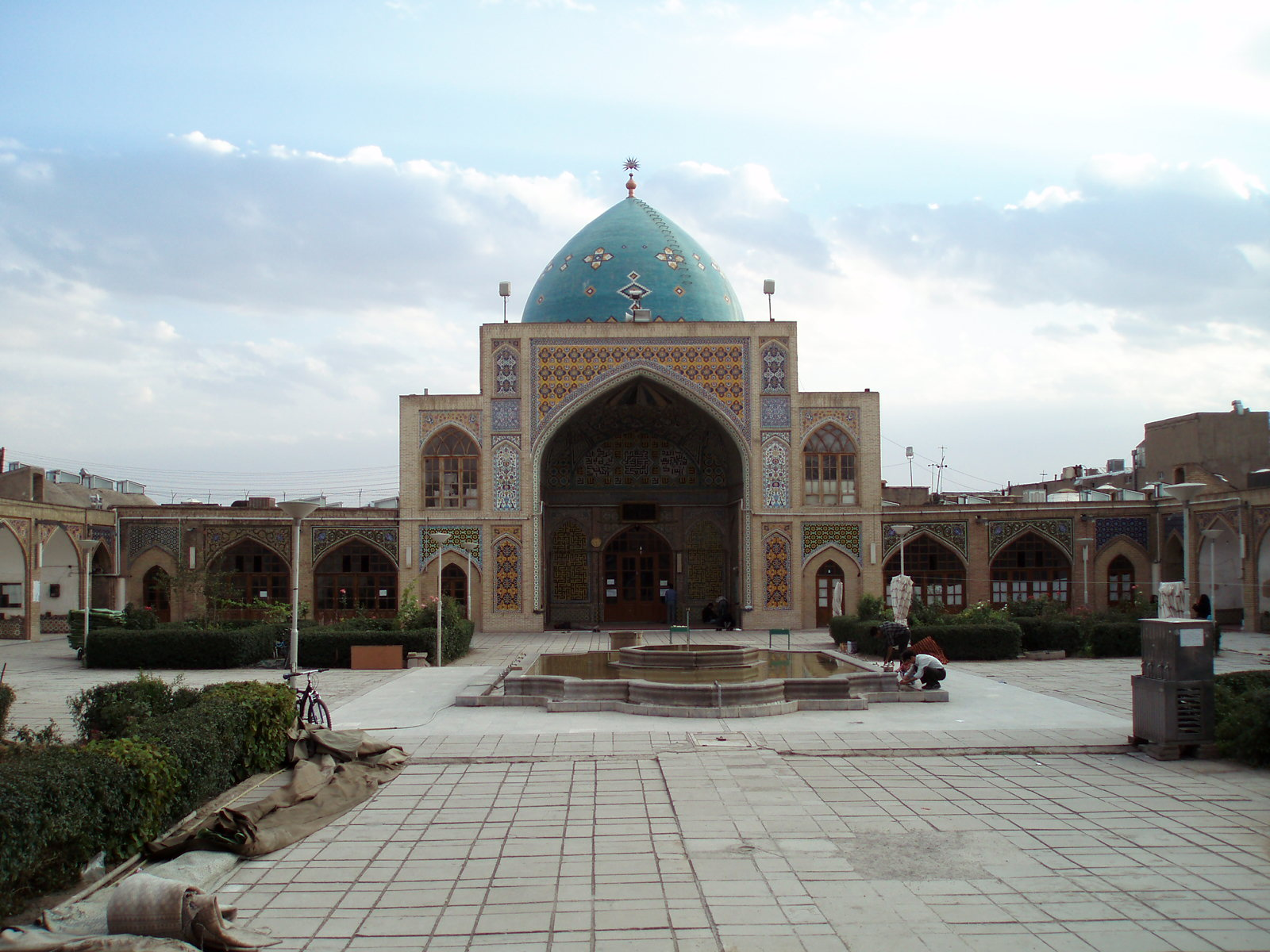
Mesquita Sayyid.
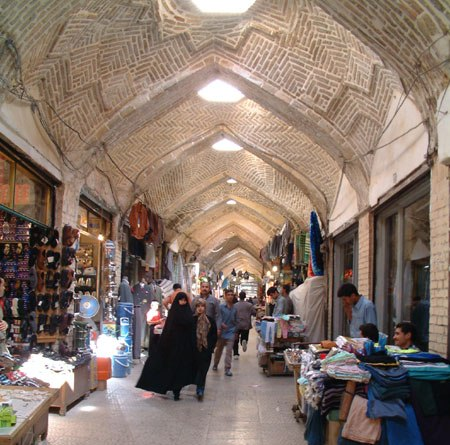
Basar de Zanjan
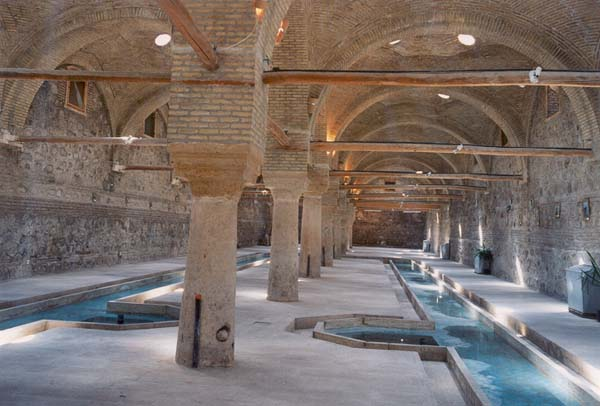
Rakhtshur khaneh, (rentador tradicional d'època qajar al Museu antropològic de Zanjan.)
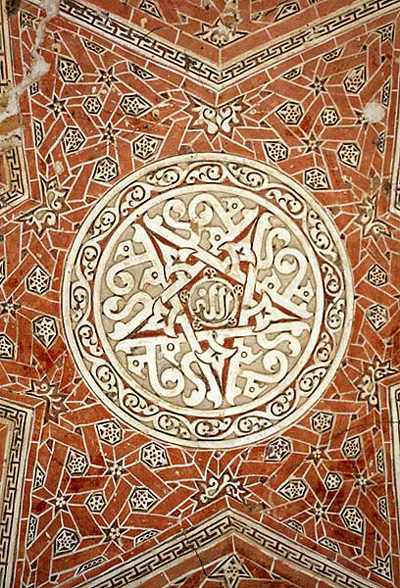
interior decorat a Sultaniyya

## Agermanaments
- Trebisonda, Turquia
- Malaca, Malàisia